# Hansboro
Hansboro és una població dels Estats Units a l'estat de Dakota del Nord. Segons el cens del 2000 tenia 8 habitants.

## Demografia
Segons el cens del 2000, Hansboro tenia vuit habitants, 5 habitatges, i 1 famílies. La densitat de població era de 16,3 hab./km².
Dels 5 habitatges en un 20% hi vivien nens de menys de 18 anys, en un 20% hi vivien parelles casades, en un 20% dones solteres, i en un 80% no eren unitats familiars. En el 80% dels habitatges hi vivien persones soles el 20% de les quals corresponia a persones de 65 anys o més que vivien soles. El nombre mitjà de persones vivint en cada habitatge era d'1,6 i el nombre mitjà de persones que vivien en cada família era de 4.
Per edats la població es repartia de la següent manera: un 37,5% tenia menys de 18 anys, un 12,5% entre 18 i 24, un 12,5% entre 25 i 44, un 25% de 45 a 60 i un 12,5% 65 anys o més.
L'edat mediana era de 33 anys. Per cada 100 dones de 18 o més anys hi havia 150 homes.
La renda mediana per habitatge era de 13.750 $ i la renda mediana per família d'11.250 $. Els homes tenien una renda mediana de 25.000 $ mentre que les dones 0 $. La renda per capita de la població era de 9.850 $. Entorn del 100% de les famílies estaven per davall del llindar de pobresa.

## Poblacions més properes
El següent diagrama mostra les poblacions més properes.